# Medialab-Prado
Medialab-Prado és un espai cultural concebut com a laboratori ciutadà de producció, recerca i difusió que explora les formes d'experimentació i aprenentatge col·laboratiu que han sorgit de les xarxes digitals. Es va crear com un programa de l'Ajuntament de Madrid dedicat a la cultura digital i a la producció de projectes de caràcter multidisciplinari i amb una metodologia oberta i col·laborativa. Està situat a la plaça de Las Letras de Madrid, en l'antiga Serrería Belga, proper al Museu del Prado i al Reial Jardí Botànic. El 2014 va ser guardonat per la Fundació Europea de la Cultura per ser un dels projectes que han animat els processos democràtics en el marc de la cultura digital a Espanya.

## Història

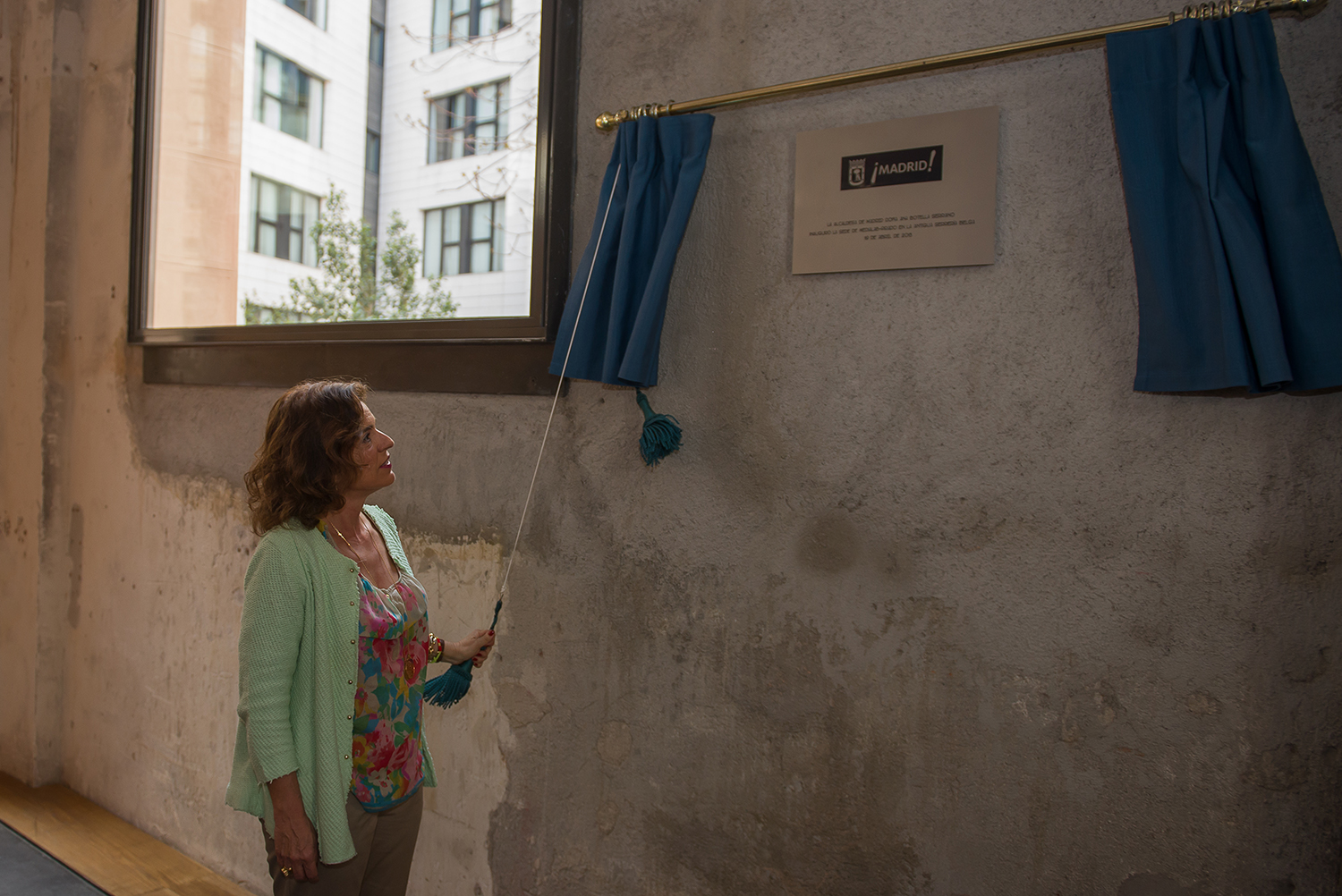
Inauguració de Medialab-Prado el 2013 a càrrec de la llavors alcaldessa Ana Botella

L'any 2000 l'Ajuntament de Madrid va ampliar el seu programa de l'Àrea de Govern de Cultura i Esports al Centre Cultural Conde Duque mitjançant la creació d'un espai —denominat MedialabMadrid des de 2002— centrat en la recerca, producció i difusió cultural en diverses àrees de desenvolupament, art, societat, ciència i tecnologia, mitjançant l'aprofitament de la tecnologia digital.
El 2007 es va traslladar a la plaça de Las Letras, als baixos de l'antiga Serradora Belga, i per la seva ubicació al costat del passeig del Prado va passar a denominar-se Mebialab-Prado. La rehabilitació de l'edifici va ser projectada per María Langarita i Víctor Navarro. Aquesta antiga serradora Belga es va començar a edificar el 1920 per l'arquitecte Manuel Álvarez Naya i és un dels primers edificis en utilitzar el formigó vist. De fet, la rehabilitació d'aquest edifici va ser guardonada amb el premi COAM 2013, el premi Sacyr a la innovació 2014, i durant la XII Biennal Espanyola d'Arquitectura i Urbanisme.
Després de la rehabilitació de la Serradora, el 19 d'abril de 2013 es va inaugurar com la seva seu definitiva.
Un any després de la seva inauguració, Telefónica va mostrar el seu interès a ocupar l'espai com a seu a Madrid del seu projecte Open Future; això va generar certa polèmica perquè la rehabilitació de l'edifici s'havia fet amb fons públics i perquè un nou canvi de seu posaria en perill la continuïtat del projecte, doncs les instal·lacions, amb elements específics com la façana digital o el laboratori de fabricació digital, es van habilitar en funció d'un programa determinat.

## Activitat

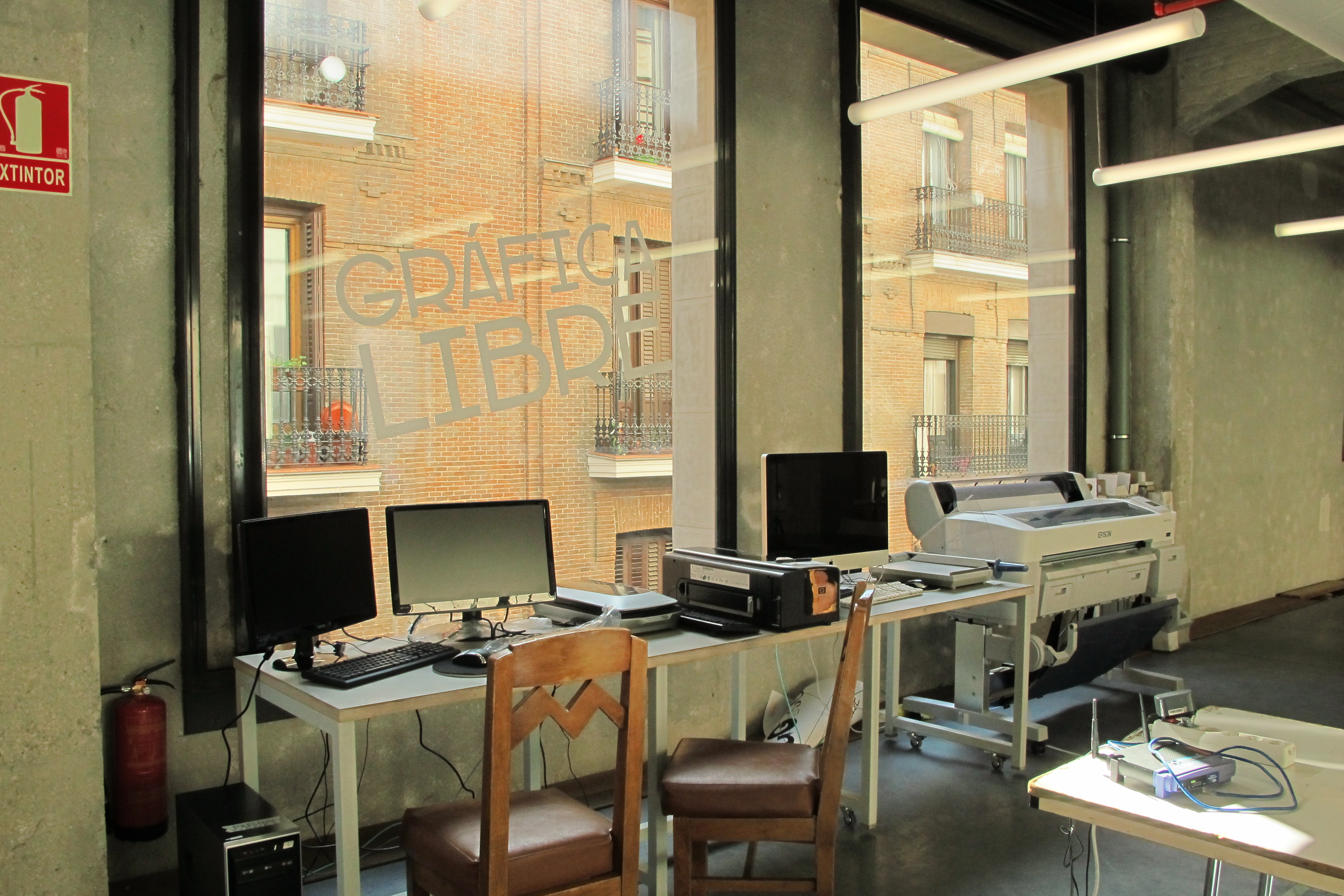
Interior d'una de les sales

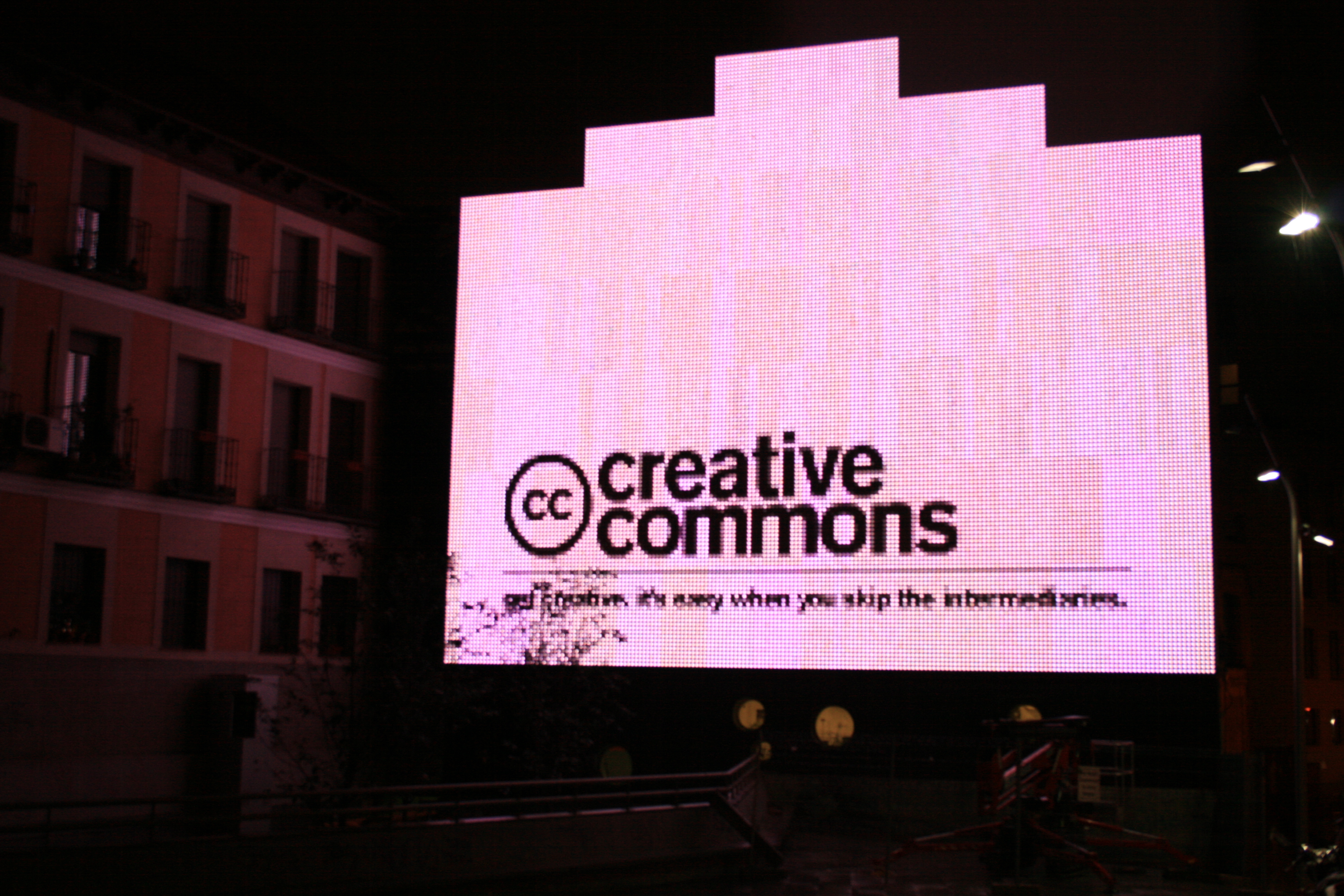
La façana digital

Els objectius de Medialab-Prado són habilitar un espai obert que convidi als usuaris configurar i modificar els processos de recerca i producció, sostenir una comunitat d'usuaris a través de projectes col·laboratius i oferir diferents formes de participació que permetin la col·laboració de persones amb diferents perfils.
Per a aconseguir aquests objectius, Medialab-Prado ofereix un espai permanent d'informació atès per mediadors culturals que posen en contacte a persones amb projectes, convocatòries obertes per a la presentació de propostes, un programa d'activitats compost per tallers, seminaris i debats, reunions de grups de treball, mostres de projectes o conferències, i una atmosfera de treball pensada per a la cooperació i l'intercanvi.
Es proposa actuar com a lloc de trobada entre diferents disciplines i persones per a la creació i experimentació sobre diferents àrees temàtiques des de la perspectiva de l'obertura a la participació de qualsevol. D'aquesta manera es tracta de fomentar l'intercanvi obert i col·laboratiu de les idees, coneixements i els processos de creació, mitjançant la documentació i la utilització d'eines de programari i maquinari lliures com GNU Linux o Arduino. L'entitat i els participants, igual que altres entitats com MIT Media Lab, fan incursions dins dels paradigmes de la col·laboració utilitzant llicències lliures i obertes com Creative Commons per a la publicació del seu arxiu multimèdia.
Medialab-Prado ha participat en projectes internacionals en xarxa com LabtoLab, Electrosmog o el European Media Facades Festival 2010. En l'actualitat forma part del programa Studiolab-Artscience Network juntament amb el Trinity College-Science Gallery de Dublín, Le Laboratoire de París, Ars Electrònica Linz d'Àustria i altres vuit partners europeus, amb l'objectiu de fer convergir l'estudi de l'artista amb l'activitat investigadora científica.
El 2013 va acollir Libre Graphics Meeting, la conferència anual per a la discussió de programari lliure i de codi obert per a gràfics.

## Mètode de treball
Medialab-Prado és un espai de participació ciutadana i cultural (digital) lliure. Les noves iniciatives culturals i públiques impliquen un replantejament de les institucions des de dins. Medialab-Prado contribueix a generar canvis en la cultura digital a Espanya.
La intenció de la institució és la creació connectant tots els punts de vista i opcions possibles. És per això que la programació del centre es divideix en varies línies de treball, hi ha laboratoris, tallers o activitats. El més important però, és la participació i la creació lliure.
És imprescindible també mantenir un bon registre i una bona documentació de tots aquests projectes que es duen a terme a Medialab-Prado perquè aquests puguin ser utilitzats o reproduïts en altres moments i en altres llocs.
És per això, per fer conèixer millor tots aquests projectes, Medialab-Prado ha creat CronicaLab. Espai en que es mostra i s'explica d'una manera més visual què s'hi fa en un laboratori ciutadà, ja que hi ha una certa dificultat per arribar a la gent menys familiaritzada amb aquests tipus de projectes i mètodes de treball.

## Línies de treball

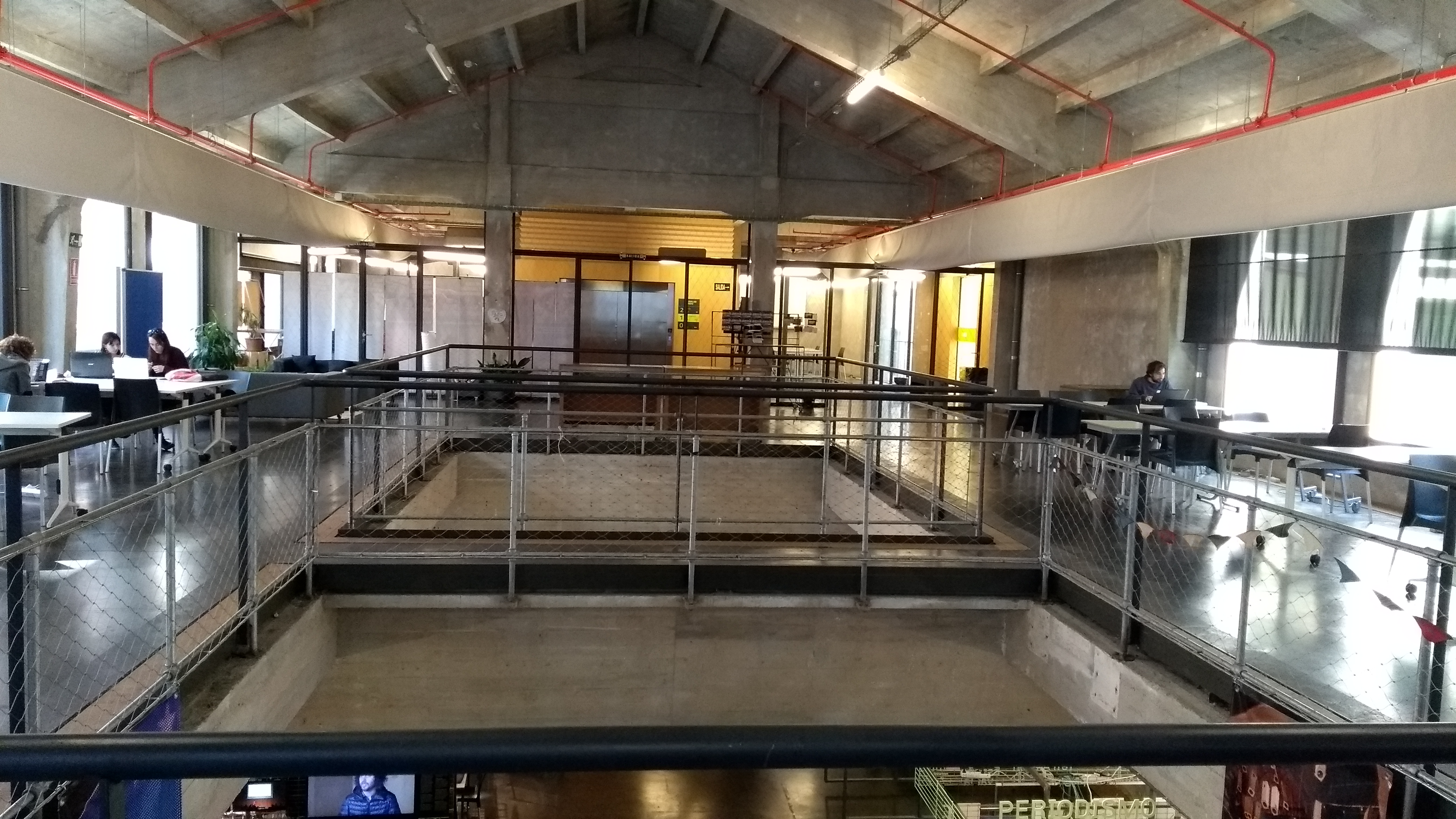
Lab 1 de Medialab-Prado

Dins de Medialab-Prado hi podem trobar els següents laboratoris:
- DataLab: experimentació amb la cultura de Open Data.
- PrototipaLab: experimentació amb la programació, maquinari, disseny i fabricació digital.
- ParticipaLab: tecnologia i noves eines digitals per una democràcia directa
- InCiLab: experimentació amb la vida a la ciutat.
- CiCiLab: investigació científica més democràtica i transversal.
- AVLab: experimentació amb les arts sonores, visuals i escèniques.

Dins del laboratoris trobem els següents programes i tallers:
- Experimenta Distrito: es tracta de l'obertura de diferents laboratoris ciutadans pels diferents barris de la ciutat de Madrid que impliquin als veïns. És el cas de Villaverde Experimenta 2016, Fuencarral Experimenta 2017 o Moratalaz Experimenta 2017.[16]
- Interactivos?: consisteix en la creació d'un prototipatge col·laboratiu amb eines de software i hardware lliures.
- Taller de Periodismo de Datos.
- Inteligencia Colectiva para la Democracia: són una sèrie de projectes per a millorar la democràcia i el compromís ciutadà.[17]
- Visualizar: tallers que serveixen per investigar les implicacions socials, culturals i artístiques del Data.[18]
- Grigri Pixel: programa que intenta establir els punts de trobada, les diferències, les pràctiques i el manteniment dels espais públics entre Àfrica i Europa.[14]
- Culturas de la movilidad: es tracta d'una sèrie de projectes per millorar la mobilitat urbana.[19]
- Fachada digital y la cosa: es l'experimentació amb, i per, a la façana de Medialab-Prado. Formada per grans pantalles dona lloc a la experimentació visual i interactiva en un espai públic.
- Lab Meeting Iberoamericano: una trobada entre Medialab-Prado i Unión de Ciudades y Capitales Iberoamericanas per a la innovació ciutadana. Es tracta d'un intercanvi d'experiències que creen relacions col·laboratives. Citilab, el laboratori ciutadà de Cornellà del Llobregat, va ser un dels participants en aquesta trobada en la seva última edició el 2018.[20][21]
- DITOs: Doing It Together Science vol promoure la participació en la ciència per part de la ciutadania centrant-se, sobretot, en la sostenibilitat mediambiental.[22]
- Fablab: es un laboratori de fabricació digital. És a dir, experimenta amb els diferents processos i eines de creació digital.[14]
- Madrid Escucha: lloc de trobada entre ciutadans i treballadors municipals per poder millorar la vida en comú a la ciutat de Madrid.[23]
- Residències d'artistes i investigadors
- Grups de treball
- Mediació - Investigació
- Infantil, Juvenil i Família